# Dassault MD 550 Mirage
Il Dassault MD 550 Mirage (dal francese: miraggio, pronuncia francese: miʁaʒ) era un prototipo di caccia leggero francese che volò a metà degli anni cinquanta. L'MD 550 Mirage non arrivò alla produzione di serie, ma gli studi compiuti sull'ala a delta portarono allo sviluppo del Dassault Mirage III, il primo aereo della "famiglia" dei Mirage ad entrare in servizio.

## MD 550 Mirage
L'origine del progetto di questo piccolo caccia con ala a delta ha origine da una specifica de l'Armée de l'Air del 1954 per un caccia intercettore leggero ognitempo, in grado di raggiungere la quota di 18.000 m in 6 minuti ed in grado di raggiungere Mach 1,3 in volo orizzontale.
La designazione originale del progetto era Mystère-Delta 550 e prevedeva un piccolo aereo con ala a delta propulso da due turbogetti Armstrong Siddeley MD30R Viper con postbruciatore, ognuno con spinta di 9,61 kN. L'ala a delta aveva un angolo di 60 gradi ed una corda del 5%.
La scelta dell'ala a delta, portava vantaggi e svantaggi. Consente elevata velocità nel volo in linea retta, garantendo buona robustezza e spazio per l'immagazzinamento del carburante in serbatoi alari. Di contro l'assenza di stabilizzatori orizzontali costringe questo tipo di velivoli a lunghe corse per il decollo ed elevate velocità di atterraggio. Inoltre inficia la mobilità del velivolo.
Il primo prototipo, ribattezzato MD 550 Mirage, volò per la prima volta il 25 giugno 1955, sprovvisto di postbruciatori. Presentava inizialmente un lungo impennaggio verticale a delta, simile a quello già adottato dalla ditta statunitense Convair per il suo XF-92. Successivamente l'impennaggio venne sostituito con un più classico timone di coda a freccia, vennero installati i postbruciatori ai due motori Viper MD 30R e aggiunto un motore a razzo ausiliario a combustibile liquido SEPR 66. In questa configurazione l'aereo volò nuovamente il 17 dicembre 1955, raggiungendo Mach 1,3.
Comunque l'MD 550 Mirage era di dimensioni troppo ridotte per trasportare un carico bellico, eventualmente poteva disporre di un solo missile aria-aria e quindi lo sviluppo dell'aereo venne ben presto interrotto per una versione leggermente più grande, designata Mirage II, ed equipaggiata con una coppia di motori Turbomeca Gabizo. Il Mirage II non andò oltre la fase progettuale, in quanto la Dassault preferì dedicarsi ad un più promettente progetto, il Mirage III. Il velivolo manteneva la configurazione a delta, ma adottava una nuova e più grande fusoliera riprogettata. Il Mirage III, che volò per la prima volta il 17 novembre 1956 era circa il 30% più pesante del MD 550 Mirage.
L'MD 550-01 è rinominato Mirage I e l'MD 550-02 è rinominato Mirage II.

## La grande "famiglia" dei Mirage
Il Mirage III, il primo aereo della Dassault con il nome Mirage ad entrare in servizio, aveva in comune con il primo Mirage (l'MD 550) l'ala delta e poteva essere considerato una sua variante ingrandita, mentre non tutti tra i diversi modelli Dassault a portare il nome Mirage che seguirono possono essere considerati come discendenti diretti del MD 550 avendo poco o nulla in comune con questo piccolo prototipo di aereo da caccia.
| Aereo | Tipo                                                                              | Data primo volo  | Lunghezza                 | Apertura alare           | Superficie alare | Massa a vuoto               | Numero motori | Esemplari |
| --- | --------------------------------------------------------------------------------- | ---------------- | ------------------------- | ------------------------ | ---------------- | --------------------------- | ------------- | --------- |
| MD 550 Mirage | prototipo di aereo da caccia con ala a delta                                      | 25 giugno 1955   | 12,80 m                   | 7,32 m                   | -                | 3.330 kg                    | 2             |           |
| Mirage III | aereo da caccia con ala a delta                                                   | 17 novembre 1956 | 14,20 m                   | 8,22 m                   | 34,85 m²         | 5.340 kg                    | 1             | 860       |
| Mirage IV | bombardiere strategico con ala a delta                                            | 17 giugno 1959   | 23,50 m                   | 11,84 m                  | 78,00 m²         | 14.000 kg                   | 2             | 62        |
| Balzac | prototipo derivato dal Mirage III a decollo verticale                             | 12 ottobre 1962  | 13,10 m                   | 7,32 m                   | -                | 5.360 kg                    | 1             |           |
| Mirage III T | prototipo derivato dal Mirage III per test sui motori                             | 4 giugno 1964    | 14,20 m                   | 8,22 m                   | 34,85 m²         | 5.340 kg                    | 1             |           |
| Mirage III V | prototipo derivato dal Mirage III a decollo verticale                             | 12 febbraio 1965 | 16,30 m                   | 8,80 m                   | -                | 6.750 kg                    | 1             |           |
| Mirage III F2 F3 | prototipo di aereo da caccia con ala a freccia                                    | 12 giugno 1966   | 17,50 m (F2) 16,00 m (F3) | 10,50 m (F2) 9,04 m (F3) | -                | 9.800 kg (F2) 9.300 kg (F3) | 1             |           |
| Mirage F1 | aereo da caccia con ala a freccia, versione ridotta del Mirage III F2 F3          | 23 dicembre 1966 | 15,00 m                   | 8,40 m                   | 25 m²            | 7.400 kg                    | 1             | 723       |
| Mirage 5 | aereo da caccia con ala a delta derivato dal Mirage III                           | 19 maggio 1967   | 15,56 m                   | 8,22 m                   | 35 m²            | 6.660 kg                    | 1             | 517       |
| Mirage G G4 G8 | prototipo di aereo da caccia con ala a geometria variabile                        | 18 novembre 1967 | 18,80 m                   | 8,70 m 15,40 m           |                  | 14.740 kg                   | 2             |           |
| Milan | prototipo di aereo da appoggio tattico derivato dal Mirage III                    | 29 maggio 1970   | 15,90 m                   | 8,20 m                   | 35 m²            | 7.000 kg                    | 1             |           |
| Mirage 2000 | caccia multiruolo con ala a delta                                                 | 10 marzo 1978    | 14,34 m                   | 9,13 m                   | 41 m²            | 7.500 kg                    | 1             | 601       |
| Mirage 4000 | prototipo di aereo da caccia con ala a delta, versione ingrandita del Mirage 2000 | 9 marzo 1979     | 18,70 m                   | 12,00 m                  | 73 m²            | 13.400 kg                   | 2             |           |
| Mirage 50 | aereo da caccia con ala a delta derivato dal Mirage 5                             | 15 maggio 1979   | 15,56 m                   | 8,22 m                   | 35 m²            | 6.660 kg                    | 1             | 24        |
| Rafale | caccia multiruolo con ala a delta                                                 | 4 luglio 1986    | 15,27 m                   | 10,80 m                  | 45,70 m²         | 10.000 kg                   | 2             | 82        |
| nota: si riportano anche per completezza il Balzac, il Milan (varianti derivate dal Mirage III) e il Rafale (a mero titolo comparativo). |                                                                                   |                  |                           |                          |                  |                             |               |           |